# Thonne-le-Thil
Thonne-le-Thil is een gemeente in het Franse departement Meuse (regio Grand Est) en telt 262 inwoners (2005). De plaats maakt deel uit van het arrondissement Verdun. In tegenstelling tot wat de naam suggereert ligt Thonne-le-Thil niet aan het nabuurige riviertje de Thonne.

## Geografie
| Aangrenzende gemeenten                      | Aangrenzende gemeenten | Aangrenzende gemeenten | Aangrenzende gemeenten | Aangrenzende gemeenten |
| ------------------------------------------- | ---------------------- | ---------------------- | ---------------------- | ---------------------- |
|                                             |                        | Herbeuval              |                        | Breux                  |
|                                             |                        |                        |                        |                        |
| Signy-Montlibert Bièvres                    |                        |                        |                        |                        |
|                                             |                        |                        |                        |                        |
| Chauvency-Saint-Hubert Chauvency-le-Château |                        | Thonnelle              |                        |                        |

De onderstaande kaart toont de ligging van Thonne-le-Thil met de belangrijkste infrastructuur en aangrenzende gemeenten.

## Demografie
Onderstaande figuur toont het verloop van het inwonertal (bron: INSEE-tellingen).